# Campeonato Europeo de Ciclocrós de 2021
El XIX Campeonato Europeo de Ciclocrós se celebró en Col du Vam (Países Bajos) en los días 6 y 7 de noviembre de 2021 bajo la organización de la Unión Europea de Ciclismo (UEC) y la Federación Neerlandesa de Ciclismo.

## Medallistas
| Evento    | Oro                              | Plata                     | Bronce                           |
| --------- | -------------------------------- | ------------------------- | -------------------------------- |
| Masculino | Lars van der Haar · Países Bajos | Quinten Hermans · Bélgica | Michael Vanthourenhout · Bélgica |
| Femenino  | Lucinda Brand · Países Bajos     | Kata Blanka Vas · Hungría | Yara Kastelijn · Países Bajos    |

### Masculino
| Puesto            | Ciclista               | País         | Tiempo  |
| ----------------- | ---------------------- | ------------ | ------- |
| Medalla de oro    | Lars van der Haar      | Países Bajos | 1:01:44 |
| Medalla de plata  | Quinten Hermans        | Bélgica      | 1:02:09 |
| Medalla de bronce | Michael Vanthourenhout | Bélgica      | 1:02:38 |
| 4                 | Toon Aerts             | Bélgica      | 1:03:18 |
| 5                 | Laurens Sweeck         | Bélgica      | 1:03:36 |
| 6                 | Jens Adams             | Bélgica      | 1:03:51 |
| 7                 | Joshua Dubau           | Francia      | 1:04:34 |
| 8                 | Joris Nieuwenhuis      | Países Bajos | 1:04:42 |

### Femenino
| Puesto            | Ciclista                   | País         | Tiempo |
| ----------------- | -------------------------- | ------------ | ------ |
| Medalla de oro    | Lucinda Brand              | Países Bajos | 48:22  |
| Medalla de plata  | Kata Blanka Vas            | Hungría      | 49:18  |
| Medalla de bronce | Yara Kastelijn             | Países Bajos | 49:24  |
| 4                 | Ceylin del Carmen Alvarado | Países Bajos | 49:51  |
| 5                 | Denise Betsema             | Países Bajos | 50:23  |
| 6                 | Hélène Clauzel             | Francia      | 50:43  |
| 7                 | Annemarie Worst            | Países Bajos | 50:56  |
| 8                 | Alice Maria Arzuffi        | Italia       | 51:12  |

## Medallero
| Núm. | País         | Oro | Plata | Bronce | Total |
| ---- | ------------ | --- | ----- | ------ | ----- |
| 1    | Países Bajos | 2   | 0     | 1      | 3     |
| 2    | Bélgica      | 0   | 1     | 1      | 2     |
| 3    | Hungría      | 0   | 1     | 0      | 1     |
|      | TOTAL        | 2   | 2     | 2      | 6     |